# Рожковка (Брестская область)
Рожковка (бел. Ражкоўка) — деревня в Каменецком районе Брестской области Белоруссии. Входит в состав Дмитровичского сельсовета. Население — 38 человек (2019).

## География
Рожковка находится в 7 км к северо-западу от села Дмитровичи и в 17 км к северо-западу от города Каменец. Местность принадлежит к бассейну Вислы, около деревни сеть мелиоративных каналов со стоком в реку Правая Лесная. Местные дороги ведут в соседние деревни Дмитровичи, Ходосы и Осинники.

## История
В XIX веке Рожковка была деревней в составе Российской империи, принадлежала Брестскому уезду Гродненской губернии. Согласно переписи 1897 года здесь было 107 дворов, 571 житель, действовало народное училище.
Согласно Рижскому мирному договору (1921) деревня вошла в состав межвоенной Польши, где принадлежала Брестскому повету Полесского воеводства. С 1939 года в составе БССР.

## Достопримечательности
- Церковь Казанской Божьей Матери. Деревянная церковь, построена в 1942 году. Строительство церкви было связано со спасением жителей деревни от расстрела во время Великой Отечественной войны[4] —  Историко-культурная ценность Республики Беларусь, шифр 112Г000364
- Памятник партизанам. Установлен в 1965 году на братской могиле советских партизан (21 человек), погибших в 1944 году[5] —  Историко-культурная ценность Республики Беларусь, шифр 113Д000718
- Хата 1880 года постройки. Характерный образец западно-полесского крестьянского жилья XIX века[5].

Церковь и братская могила партизан включены в Государственный список историко-культурных ценностей Республики Беларусь.